# ريتش كارتر
ريتش كارتر (بالإنجليزية: Raich Carter)‏ مواليد 21 ديسمبر 1913 في سندرلاند، تاين ووير، إنجلترا - الوفاة 9 أكتوبر 1994 في إيست رايدينج أوف يوركشير، إنجلترا، كان لاعب كرة قدم إنجليزي كان يلعب في مركز الهجوم.

## المسيرة الاحترافية

### أندية لعب لها
- نادي سندرلاند
- ديربي كاونتي
- هال سيتي